# Tjyhunatjny rajon, Homel
Tjyhunatjny rajon (belarusiska: Чыгуначны Раён) är en rajon i staden Homel. Den ligger i Homels voblast, i den östra delen av landet, 280 km sydost om Belarus huvudstad Minsk.
Runt Tjyhunatjny rajon är det i huvudsak tätbebyggt. Runt Tjyhunatjny rajon är det tätbefolkat, med 257 invånare per kvadratkilometer.